# أيانا إليزابيث جونسون
أيانا إليزابيث جونسون (بالإنجليزية: Ayana Elizabeth Johnson) هي عالمة أحياء بحرية وخبيرة في الشؤون السياسية واستراتيجية الحفاظ على البيئة. نشأت في بروكلين بنيويورك، وتحمل شهادة الدكتوراه في علم الأحياء البحرية من معهد سكريبس لعلوم المحيطات. هي مؤسس شركة أوشن كوليكتف ورئيسها، وهي شركة استشارية تساهم في إيجاد «حلول تهدف للحفاظ على البيئة في المحيط وتقوم على العدالة الاجتماعية». أنشأت مختبر إيربان أوشن، وهو مجمع تفكير لسياسة تغير المناخ والحفاظ على المحيطات في المدن الساحلية. تعمل أستاذًا مساعدًا في جامعة نيويورك في قسم الدراسات البيئية وعملت سابقًا لدى وكالة حماية البيئة الأمريكية، والإدارة الوطنية للمحيطات والغلاف الجوي، ومديرًا مشاركًا لتحالفات مسيرة من أجل العلوم.

## التعليم
درست جونسون العلوم البيئية والسياسة العامة في جامعة هارفارد، حيث حصلت على درجة البكالوريوس في العلوم البيئية والسياسة العامة. حصلت على درجة الماجستير في علم المحيطات الأحيائية والدكتوراه في علم الأحياء البحرية عام 2011 من معهد سكريبس لعلوم المحيطات. ركز البحث الذي أجرته لنيل شهادة الدكتوراه على فهم نهج الإدارة المستدامة متعددة التخصصات لموارد الشعاب المرجانية، وكانت أطروحتها بعنوان «الأسماك وصيد الأسماك والغوص وإدارة الشعاب المرجانية». 
انضمت جونسون إلى برنامج زمالة البحوث العليا لمؤسسة العلوم الوطنية بفضل البحث الذي أجرته، وهي زمالة في مجال التعليم العالي والبحث في جامعة العلوم الوطنية، وزمالة سويتزر البيئية، وكانت زميلًا في الجمعية الأمريكية للنساء الجامعيات في الفترة 2010-2011. في عام 2012، فازت مصيدة الأسماك التي ابتكرتها للحد من الصيد العرضي بأول مسابقة بحث للحلول النادرة التي تنظمها منظمة ناشيونال جيوغرافيك.

## المسيرة المهنية
تركز اهتمامات جونسون البحثية على مواضيع الحفاظ على الموارد البحرية في المناطق الحضرية، والمسمكة المستدامة، وتقسيم المناطق البحرية، وتغير المناخ، والعدالة الاجتماعية. أجرت جونسون أبحاثًا عن آثار الصيد الثانوي في مصائد أسماك مصيدة الشعاب المرجانية في منطقة البحر الكاريبي وساهمت أيضًا في البحوث التي تتناول التعاون الدولي الهادف للحد من آثار تغير المناخ على الدول الجزرية الصغيرة. 
بعد حصول جونسون على درجة الدكتوراه، عملت مع وكالة حماية البيئة الأمريكية والإدارة الوطنية للمحيطات والغلاف الجوي، قبل العمل في معهد ويت في واشنطن العاصمة لتمويل مشاريع الحفاظ على البيئات البحرية. أثناء هذه الفترة، وفرت الخرائط والاتصالات والدعم السياسي والمساعدة العلمية لجزيرة باربودا عندما شرعت بتنظيم مياهها الساحلية وحمايتها.
في عام 2013، أصبحت المدير التنفيذي لمعهد ويت، وشاركت في تأسيس مبادرة بلو هالو لعقد شراكات مع الحكومات والمجتمعات المحلية في جزر باربودا ومونتسرات وكوراساو لوضع خطط أكثر استدامة لاستخدام المحيطات والحفاظ عليها. مع مبادرة بلو هالو، قادت جونسون أول مشروع ناجح لتجزئة المحيطات في منطقة الكاريبي. عملت مبادرة بلو هالو مع مركز التنوع البيولوجي البحري والمحافظة على الموارد البحرية في إطار الجهود المبذولة للحفاظ على الشعاب المرجانية في منطقة البحر الكاريبي.
في الوقت الراهن، تعمل جونسون مستشارًا لقضايا الحفاظ على المحيطات وسياسات المناخ. هي مؤسس شركة أوشن كوليكتف ورئيسها، وهي شركة استشارية مُصممة لوضع حلول تهدف للحفاظ على البيئة في المحيط وتقوم على العدالة الاجتماعية، ومؤسسة مختبر إيربان أوشن، وهو مجمع تفكير لسياسة الحفاظ على المحيطات. وهي أستاذ مساعد في جامعة نيويورك في قسم الدراسات.

## التكريمات والتقدير
اختيرت جونسون منسقًا لافتتاح مؤتمر تيد في ربيع عام 2016، وأصبحت زميلًا لمعهد أسبن في عام 2016. مُنحت لقب الخريج المتميز في جامعة كاليفورنيا، سان دييغو. تعمل في مجلس إدارة مشروع المليار محار وحملة بيور التابعة لاتحاد الركمجة العالمي وفي المجالس الاستشارية لمشروع الناخبين البيئي، وصندوق اختبارات العلوم التابع لمؤسسة سيمونز، ومجلة ساينتفك أمريكان، ومنظمة أوشينك غلوبال.
في عام 2016، ألقت جونسون كلمة بعنوان «كيفية استخدام المحيط دون استنفاده» في مؤتمر تيد المُقام في مدينة نيويورك. في عام 2017، كانت متحدثًا رئيسيًا في مؤتمر تفاؤل الأرض الذي تقيمه مؤسسة سميثسونيان. كانت مستشارًا علميًا في مهرجان المحيط العالمي. عملت مع المحمية البحرية الوطنية للولايات المتحدة. في فبراير 2018، شاركت في سلسلة «الاستكشاف بمقعدك الخاص» المعروضة على يوتيوب.